# Neonipponorthezia kaindii
Neonipponorthezia kaindii är en insektsart som beskrevs av Konczné Benedicty och Kozár in Kozár 2004. Neonipponorthezia kaindii ingår i släktet Neonipponorthezia och familjen vaxsköldlöss.
Artens utbredningsområde är Papua Nya Guinea. Inga underarter finns listade i Catalogue of Life.